# François Boucher
François Boucher (født 29. september 1703 i Paris, død 30. maj 1770 i samme by) var en fransk maler og en af rokokoens vigtigste skikkelser.
Boucher fik François Lemoyne til lærer, men uddannede sig især hos Antoine Watteau. Han var i Italien til 1728 og modtog egentlig kun impulser fra Giovanni Battista Tiepolos kunst. Han blev efter hjemkomsten akademimedlem og professor, virkede ved gobelinfabrikken i Beauvais og (1755-65) som inspektør for gobelinmanufakturen i Paris; han blev i 1765 direktør for Paris-akademiet og samme år første hofmaler.
Boucher var den franske rokokos tusindkunstner; han malede i olie eller pastel alskens emner, snart små staffelibilleder, snart store vægdekorationer; han raderede let og åndfuldt næsten 200 blade og efterlod sig tusinder håndtegninger; han arrangerede balletter og fyrværkerier, gav udkast til mængder af kunstindustrielle genstande, bibragte havekunsten en ny karakter, prægede gobelin-stilen og var i det hele ved sin enorme produktions lette gratie dekorationskunstneren par excellence i Madame de Pompadours (hans velynders) luksuriøse Frankrig. Bouchers malerier med hans klare, lyse farver og blålig rosarøde toner tilstræber ikke koloristisk natursandhed (landskabsbaggrundene er mest naturtro), men passer fortræffeligt ind som led i et større dekorativt og festligt rokoko-ensemble. Han maler hyrdescener i tidens ånd og portrætter (gerne ret tomme, enkelte, som Madame de Pompadours og kvindeportrættet i Louvre, ret karakteristiske), men hans egentlige felt er dog den nøgne mytologi og dens "badeliv": Kythere, Neptun, nymfer og najader, der boltrer og viser) deres fine og ungpigeagtige legemer med megen ynde og pikant samspil; men disse nøgne og tomme skønheder har intet at gøre med mytologiens storhed, men er, som der er sagt, taget fra datidens corps de ballet. Boucher, der nød ry som "Gratiernes maler", er rigt repræsenteret i franske samlinger særlig i Louvre; uden for Frankrig særlig godt i Stockholm og i Wallace Collection i London. 

## Ældre litteratur
- E. og J. Goncourt, Boucher [sidste Udgave 1881];
- Mantz, François Boucher, Lemoyne et Natoire [Paris 1880];
- F. Michel, François Boucher [Paris, ny Udgave 1907];
- Kahn, Boucher [Paris 1905]).